# 北海道道977号十勝川温泉帯広自転車道線
北海道道977号十勝川温泉帯広自転車道線（ほっかいどうどう977ごう とかちがわおんせんおびひろじてんしゃどうせん）は、北海道河東郡音更町と帯広市を結ぶ自転車歩行者専用道路（北海道道）である。

## 概要

### 路線データ
- 起点 : 北海道河東郡音更町十勝川温泉（音更町サイクリングターミナル）
- 終点 : 北海道帯広市川西町
- 総延長 : 27.7km

## 歴史
- 1979年（昭和54年）9月13日 - 路線認定[1]

## 地理

### 通過する自治体
- 十勝総合振興局
  - 河東郡音更町
  - 帯広市